# Lot 58 (Île-du-Prince-Édouard)
Lot 58 est un canton dans le comté de Queens, Île-du-Prince-Édouard, Canada. Il fait partie de la Paroisse St. John.

## Population
- 544 (recensement de 2001)[1]
- 521 (recensement de 2006)[1]
- 493 (recensement de 2011)[2]

## Communautés
Incorporé :
- Belfast

Non-incorporé :
- Bellevue
- Fodlha
- Garfield
- Iona
- Pinette
- Point Prim
- Roseberry
- Surrey
- Valley